# 科特迪瓦国家女子足球队
科特迪瓦国家女子足球队（法語：Équipe de Côte d'Ivoire de football féminin）是代表科特迪瓦参加国际女子足球赛事的国家队，并受科特迪瓦足球协会领导。她们于1988年首次参加国际比赛，目前在国际足联女子世界排名中位居第67位，同时亦是非洲足联区内的第六位。

## 历史
早在1985年，世界上几乎没有一个国家设有国家女子足球队，当中便包括科特迪瓦，她们在1988年以前都没有进行过一场国际足联认可的比赛，直至受邀参加1988年的世界女足邀请赛（Women's FIFA Invitational Tournament 1988）。科特迪瓦女足当时身处A组。在6月1日的首场比赛中，她们于佛山以0比3不敌荷兰。6月3日的次战中，她们又于同一块场地以0比6输给加拿大。而在小组赛末战，她们则于广州以1比8惨败于中国。1992年，科特迪瓦女足又参加了由法国里昂在4月17日至20日举办的第一屆女子里昂内杯（1st Lyon'ne Cup — Women），并身处国家组。在三场比赛中，她们分别以0比4不敌美国U20、0比3不敌独联体和1比6不敌法国。在2002年，球队共参加过2场比赛。而在2003年和2004年，她们则并无参加任何比赛。甚至在2005年和2006年也仅各参加过3场和2场比赛，但在在2006年有过3次分别为期一周的集训。科特迪瓦女足于2005年参加的是在达喀尔举行的团结杯足球赛（Tournoi de Solidarité），其中在5月18日她们以1比6不敌马里，5月20日则以3比3逼平塞内加尔，她们未能进入决赛并以垫底成绩完赛。一年后同样在达喀尔，她们以3比3逼平多哥。2007年，科特迪瓦女足参加了在瓦加杜古举行的五国邀请赛（Tournoi de Cinq Nations）中，她们首先于5月2日凭借丽塔·阿卡福在第65分钟的入球以1比1战平马里。9月5日，她们又在多哥因派遣俱乐部球队参赛而取消资格前以5比0战胜对手。9月6日，她们于半决赛以1比2不敌马里。在2008年非洲女子足球锦标赛的预选赛中，科特迪瓦在第一圈以两回合总比分3比1淘汰塞内加尔，却在第二阶段以1比4的总比分不敌加纳，无缘决赛圈。而在2010年非锦赛，她们再度折戟预选赛，继第一阶段以主场2比1和客场3比1战胜加蓬后，第二阶段又以1比2和1比3连败于尼日利亚。科特迪瓦同样没有参加2011年的全非运动会。
科特迪瓦女足主要在阿比让训练。截至2006年，她们都没有组建17岁以下或20岁以下梯队。在2012年6月，科特迪外女足在国际足联女子世界排名中首次获得第67名的最佳排名，同时亦是非洲足联区内的第六名。球队有史以来的最低排名是在2011年位居世界第136位。

## 背景和发展
殖民主义将足球带到非洲大陆对于促进早期的女子运动发展是非常有限，因为殖民列强在地区内倾向于采取父权观念，而妇女随他们参与体育运动在当地文化中早已植入了类似的概念。而所有非洲球队在国际层面上的后续发展不足则是由多种因素造成的结果，其中包括缺乏受教育机会，妇女在大环境下的贫穷状态，以及在当前社会不平等现象下不时发生的侵犯女性人权的行为。当高水平的女足运动员寻求发展时，她们往往会出走国外以获得更多的机会。而对非洲大多数国家而言，资金也是一个问题，它们的发展资金大多来源于国际足联，而非国家足协。女足在非洲的未来要取得成功将依赖于完善的设施和妇女可以获得这些设施。举办商业比赛和使足球商业化的尝试并非解决之道，因为在整个欧洲大陆举办的各类青年和女子足球训练营便是一个证明。
足球是最受科特迪瓦女孩欢迎的第四大运动，仅落后于手球、篮球和田径。国家女足项目在1975年设立，女子青少年足球也在校园内开展。球员自9岁起便可注册在案。在2006年，科特迪瓦共注册有610位女性球员，其中560人为成年球员，另外50人则未满18岁。这相比于2002年已有显著增加，当时该国仅注册有130位女性球员，2003年增加至220人，2004年有253人，至2005年为428人。在2006年，科特迪瓦共有123家足球俱乐部，其中11家仅设女足项目。截至2009年，女足俱乐部已增至36家成年组和4家青年组，并开设有一所女足竞赛学校。
科特迪瓦足球协会成立于1960年，并在1964年加入国际足联。他们的制服由橙色上衣、白色短裤和绿色袜子组成。全国委员会并没有分管女足运动的全职雇员。女子足球的代表性也不受联邦宪法保障。她们在国际足联的国家代码为CIV。由国际足联主导的女子足球硕士课程于2007年在该国开办。

## 大赛成绩

### 世界杯
| 年份 | 成绩   | 场数   | 胜     | 平     | 负     | 入球   | 失球   |        |
| ---- | ------ | ------ | ------ | ------ | ------ | ------ | ------ | ------ |
| 1991 | 未参加 | 未参加 | 未参加 | 未参加 | 未参加 | 未参加 | 未参加 | 未参加 |
| 1995 | 未参加 | 未参加 | 未参加 | 未参加 | 未参加 | 未参加 | 未参加 | 未参加 |
| 1999 | 未参加 | 未参加 | 未参加 | 未参加 | 未参加 | 未参加 | 未参加 | 未参加 |
| 2003 | 未晋级 | 未晋级 | 未晋级 | 未晋级 | 未晋级 | 未晋级 | 未晋级 | 未晋级 |
| 2007 | 未晋级 | 未晋级 | 未晋级 | 未晋级 | 未晋级 | 未晋级 | 未晋级 | 未晋级 |
| 2011 | 未晋级 | 未晋级 | 未晋级 | 未晋级 | 未晋级 | 未晋级 | 未晋级 | 未晋级 |
| 2015 | 晋级   | 晋级   | 晋级   | 晋级   | 晋级   | 晋级   | 晋级   | 晋级   |
| 总计 | 1/7    | 0      | 0      | 0      | 0      | 0      | 0      |        |

### 非锦赛
| 非洲女子足球锦标赛 | 非洲女子足球锦标赛 | 非洲女子足球锦标赛 | 非洲女子足球锦标赛 | 非洲女子足球锦标赛 | 非洲女子足球锦标赛 | 非洲女子足球锦标赛 | 非洲女子足球锦标赛 |        |
| 年份               | 成绩               | 场次               | 胜                 | 平                 | 负                 | 入球               | 失球               |        |
| ------------------ | ------------------ | ------------------ | ------------------ | ------------------ | ------------------ | ------------------ | ------------------ | ------ |
| 1991               | 未参加             | 未参加             | 未参加             | 未参加             | 未参加             | 未参加             | 未参加             | 未参加 |
| 1995               | 未参加             | 未参加             | 未参加             | 未参加             | 未参加             | 未参加             | 未参加             | 未参加 |
| 1998               | 未参加             | 未参加             | 未参加             | 未参加             | 未参加             | 未参加             | 未参加             | 未参加 |
| 2000               | 未参加             | 未参加             | 未参加             | 未参加             | 未参加             | 未参加             | 未参加             | 未参加 |
| 2002               | 未晋级             | 未晋级             | 未晋级             | 未晋级             | 未晋级             | 未晋级             | 未晋级             | 未晋级 |
| 2004               | 未参加             | 未参加             | 未参加             | 未参加             | 未参加             | 未参加             | 未参加             | 未参加 |
| 2006               | 未晋级             | 未晋级             | 未晋级             | 未晋级             | 未晋级             | 未晋级             | 未晋级             | 未晋级 |
| 2008               | 未晋级             | 未晋级             | 未晋级             | 未晋级             | 未晋级             | 未晋级             | 未晋级             | 未晋级 |
| 2010               | 未晋级             | 未晋级             | 未晋级             | 未晋级             | 未晋级             | 未晋级             | 未晋级             | 未晋级 |
| 2012               | 小组赛             | 3                  | 1                  | 0                  | 2                  | 7                  | 7                  |        |
| 2014               | 季军               | 5                  | 2                  | 1                  | 2                  | 8                  | 8                  |        |
| 总计               | 2/11               | 8                  | 3                  | 1                  | 4                  | 15                 | 15                 |        |

## 现役球员
下列名单为获征召参加在加拿大举行的2015年女足世界杯球员。
主教练:克莱门汀·图雷
| 號碼 | 位置 | 球員姓名                  | 出生日期（年齡） | 出賽 | 入球 | 效力球會            |
| ---- | ---- | ------------------------- | ---------------- | ---- | ---- | ------------------- |
| 1    |      | 丽蒂·萨基                 | 1984年12月22日   | 27   | 0    | 约普城尤文图斯      |
| 2    | 后卫 | 法杜·库利巴利             | 1987年2月13日    | 31   | 1    | 约普城尤文图斯      |
| 3    | 后卫 | 德耶莉卡·库利巴利         | 1984年2月22日    | 29   | 0    | 约普城尤文图斯      |
| 4    | 后卫 | 妮娜·科帕霍               | 1996年12月30日   | 12   | 0    | 约普城尤文图斯      |
| 5    | 后卫 | 玛利亚姆·迪亚基特         | 1995年4月11日    | 12   | 9    | 阿波波              |
| 6    | 中場 | 丽塔·阿卡福               | 1986年12月5日    | 33   | 4    | 约普城尤文图斯      |
| 7    | 前鋒 | 娜德吉·埃索赫             | 1990年5月5日     | 29   | 4    | 约普城尤文图斯      |
| 8    | 前鋒 | 伊内丝·恩雷希             | 1993年10月1日    | 17   | 13   | 罗斯延卡            |
| 9    | 前鋒 | 桑德琳内·尼娅米恩         | 1994年8月30日    | 2    | 1    | 阿波波              |
| 10   | 前鋒 | 安格·恩格桑               | 1990年11月18日   | 19   | 3    | 达布奥姆尼斯        |
| 11   | 前鋒 | 丽贝卡·埃洛赫             | 1994年12月25日   | 15   | 2    | 加尼奥阿十一姊妹    |
| 12   | 中場 | 伊达·桂哈伊               | 1994年7月15日    | 22   | 1    | 克里斯蒂安斯塔德DFF |
| 13   | 后卫 | 费尔南德·特彻特彻         | 1988年6月20日    | 19   | 0    | 达布奥姆尼斯        |
| 14   | 前鋒 | 若瑟·纳希                 | 1989年5月29日    | 18   | 12   | 彼尔姆之星2005      |
| 15   | 中場 | 克里斯汀·洛侯斯           | 1992年10月18日   | 22   | 1    | 加尼奥阿十一姊妹    |
| 16   |      | 多米尼克·蒂亚马勒（队长） | 1982年5月20日    | 27   | 0    | 达布奥姆尼斯        |
| 17   | 前鋒 | 娜德吉·西塞               | 1997年4月4日     | 6    | 0    | 阿波波              |
| 18   | 中場 | 宾塔·迪亚基特             | 1988年5月7日     | 20   | 2    | ASF梅德宁           |
| 19   | 中場 | 杰西卡·艾比               | 1998年6月16日    | 1    | 0    | 加尼奥阿十一姊妹    |
| 20   | 中場 | 阿米娜塔·哈伊达拉         | 1997年5月13日    | 4    | 0    | 加尼奥阿十一姊妹    |
| 21   | 后卫 | 索菲·艾古耶               | 1996年12月31日   | 4    | 0    | 达布奥姆尼斯        |
| 22   | 后卫 | 雷蒙德·卡库               | 1987年1月7日     | 6    | 0    | 约普城尤文图斯      |
| 23   |      | 辛西娅·约霍尔             | 1987年12月16日   | 27   | 0    | 加尼奥阿十一姊妹    |